# Edward Lissovski
 (novembre 2022).
Pour les articles homonymes, voir Lissovski.
Edward Pavlovitch Lissovski (en russe : Эдвард Павлович Лисовский, né le 30 juin 1995 à Saint-Pétersbourg) est une personnalité publique russe, fondateur du mouvement Sans enfant par choix en Russie qui a été contraint de fuir la Russie par les forces de l'ordre russes.

## Biographie
Edward Lissovski est né le 30 juin 1995 à Saint-Pétersbourg dans une famille nombreuse.
Son père, Pavel Edouardovitch Lissovski, a été le premier employé de MegaFon.

## Activité professionnelle
Spécialiste du marketing de profession, il a dirigé la société Groupe publicitaire de la fédération de Russie, qui travaillait avec la publicité dans le métro de Moscou, ainsi qu'en ligne avec les célébrités suivantes - Victoria Bonya, Vadim Galygin, Justin Bieber.

## Activités politiques et sociales
En 2012, Edward Lissovski compile les principes de l'idéologie Childfree en Russie et ouvre plusieurs communautés sur les réseaux sociaux.
En 2013, VKontakte, à la demande du parquet, a bloqué les communautés sur les réseaux sociaux avec une audience de plus d'un million d'abonnés et les comptes personnels d'Edward.
En 2020, Lissovski a acquis une participation dans HQD, une société de cigarettes électroniques.
En 2022, la sénatrice Margarita Pavlova a présenté un projet de loi visant à interdire le contenu lié aux sujets Childfree et assimilant Edward Lisovski à un extrémiste.
Dans le même temps, Edward Lissovski a déménagé en Indonésie et a reçu deux plaques d'immatriculation personnelles en noir (privé) EDWARD et rouge (diplomatique) CHILDFREE.

## Vues
Edward Lissovski est un partisan d'une vague adéquate de sans enfants, qui promeut un choix indépendant et conscient de ne pas avoir d'enfants.
Dans le même temps, il dénonce la haine radicale envers les enfants et est convaincu que de tels discours agressifs doivent être interdits.